# Labenopimpla orapa
Labenopimpla orapa  (лат.) — ископаемый вид перепончатокрылых наездников рода Labenopimpla из семейства Ichneumonidae. Один из древнейших представителей паразитических перепончатокрылых. Обнаружен в раннемеловых отложениях Африки (Ботсвана, Orapa, Turonian lacustrine, возраст 89,3—94,3 млн лет).

## Описание
Мелкого размера перепончатокрылые наездники. Длина тела 6,1 мм, длина переднего крыла 4,3 мм, длина заднего крыла 2,8 мм.
Вид Labenopimpla orapa был впервые описан по отпечаткам в 2010 году российским энтомологом Д. С. Копыловым (Палеонтологический институт РАН, Москва, Россия) с соавторами. Включён в состав рода Labenopimpla из вымершего подсемейства Labenopimplinae (Ichneumonidae). Видовое название дано по месту обнаружения типовой серии (Orapa).